# دون کسل
دون کسل (انگلیسی: Doune Castle) یا قلعه دون قلعه‌ای قرون وسطایی در نزدیکی روستای دون در شهرستان استرلینگ در اسکاتلند است.
تحقیقات جدید نشان می‌دهد که قلعه دون در اواخر قرن ۱۳ام ساخته شده و در جنگ‌های استقلال اسکاتلند آسیب دیده است. این قلعه پس از آسیب‌دیدگی در قرن ۱۴ام توسط رابرت استوارت، دوک آلبانی به‌صورت فعلی بازسازی شده است.